# Fairhope
Fairhope è un comune degli Stati Uniti d'America situato nella contea di Baldwin dello Stato dell'Alabama.

## Geografia fisica
Fairhope è situata a 30°31'35.018" N, 87°53'44.473" O. L'U.S. Census Bureau certifica che la città occupa un'area totale di 28,50 km², interamente composti da terra.

## Società

### Evoluzione demografica
Al censimento del 2000, risultano 12.480 abitanti, 5.345 nuclei familiari e 3.575 famiglie residenti in città. La densità della popolazione è di 437,89 ab./km². Ci sono 6.000 alloggi con una densità di 210,60/km². La composizione etnica della città è 90,22% bianchi, 7,79% neri o afroamericani, 0,20% nativi americani, 0,62% asiatici, 0,04 isolani del Pacifico, 0,21 di altre razze, e 0,93% meticci. L'1,04% della popolazione è ispanica.
Dei 5.345 nuclei familiari, il 27,00% ha figli di età inferiore ai 18 anni che vivono in casa, il 54,80% sono coppie sposate che vivono assieme, il 10,10% è composto da donne con marito assente, e il 33,10% sono non-famiglie. Il 30,30% di tutti i nuclei familiari è composto da singoli e il 15,60% da singoli con più di 65 anni di età. La dimensione media di un nucleo familiare è di 2,27 mentre la dimensione media di una famiglia è di 2,83.
La suddivisione della popolazione per fasce d'età è la seguente: 21,60% sotto i 18 anni, 5,40% dai 18 ai 24, 23,80% dai 25 ai 44, 25,60% dai 45 ai 64, e 23,70% oltre i 65 anni. L'età media è 44 anni. Per ogni 100 donne ci sono 83,30 uomini. Per ogni 100 donne sopra i 18 anni ci sono 78,30 uomini.
Il reddito medio di un nucleo familiare è di 42.913$, mentre per le famiglie è di 56.976$. Gli uomini hanno un reddito medio di 41.692$ contro i 27.959$ delle donne. Il reddito pro capite della città è di 25.237$. Il 7,50% della popolazione e il 4,90% delle famiglie è sotto la soglia di povertà. Sul totale della popolazione, il 7,30% dei minori di 18 anni e il 9,90% di chi ha più di 65 anni vive sotto la soglia di povertà.